# Volvocaceae
Volvocaceae es una familia de algas perteneciente al orden Volvocales.

## Géneros
- Basichlamys
- Colemanosphaera
- Conradimonas
- Eudorina
- Hamakko
- Hemiflagellochloris
- Gonium
- Lundiella
- Mastigosphaera
- Pandorina
- Platydorina
- Platymonas
- Pleodorina
- Stephanoon
- Tabris
- Volvox
- Volvulina
- Yamagishiella